# ドミニク・フリーザー
ドミニク・フリーザー（Dominik Frieser、1993年9月9日 - ）は、オーストリア・グラーツ出身のサッカー選手。チェゼーナFC所属。ポジションはMF。

## 経歴
キャリアはSKシュトゥルム・グラーツから始まる。SVゲェッセンドルフ、グラーツァーAK・ユースでのプレー経験を経て2007-08シーズンにSKシュトゥルム・グラーツのアカデミーに戻る。
2008年10月、8部リーグ所属のSCザイアースベルクのセカンドチームへ、2009年8月、6部リーグ所属のSVU クンベルクへ移籍し、2010年2月、再びSCザイアースベルクに戻る。
2010-11シーズンのウィンターブレイクに、4部リーグ所属のSCフュルステンフェルトに移籍。 2011年3月、第16節SVパチェルン戦の後半85分デビューを果たす。
2011年8月4部リーグにて、SVパチェルン戦で初ゴールを決める。2011-12シーズンと2012-13シーズンで各30試合のすべてに出場。
4部リーグで2年半プレーした後、2部リーグ所属のTSVハルトベルクへ移籍。2013年8月、第3節SVホルン戦後半85分ペテル・ジュリに代わり、オーストリア・ブンデスリーガ2部の公式戦デビューを果たし、ウィンターブレイクまで7試合に出場する。
2014年1月、レギオナールリーガ所属のSCカールスドルフに半年間のレンタル移籍。レギオナールリーガでの初出場は2014年3月のUSVアラーハイリゲン戦。2014年5月には、SAKクラーゲンフルト戦では自身の唯一のゴールで3-0で勝利に貢献。同リーグで合計14試合に出場。
TSVハルトベルクに戻り、2014年8月の第5節SCアウストリア・ルステナウ戦で初めての先発出場を果たす。2015年5月、1-0で勝利したSVホルン戦でオーストリア・ブンデスリーガ2部での初ゴールを決める。シーズン終了までに30試合に出場する。
2015-16シーズンにオーストリア・ブンデスリーガ2部所属のカプフェンベルガーSVへの移籍を決定。最初のシーズンは35試合に出場し、5ゴールを決める。翌2016-17シーズンは36試合中34試合に出場し、2ゴール。
2017-18シーズンは、オーストリア・ブンデスリーガ1部のヴォルフスベルガーACへ2018年6月までの契約で移籍。2018年7月第1節のレッドブル・ザルツブルク戦にて、後半82分トーマス・ツゥンデルに代わり、オーストリア・ブンデスリーガ初デビューを飾る。第4節SKシュトゥルム・グラーツ戦で初めて先発メンバーに名を連ねる。2018年5月FKアウストリア・ウィーン戦で同リーグ自身初となる1試合2ゴールを決め、2-1で勝利に貢献する。これにより、国内の全8リーグでゴールを決めた4人目の選手となった。最初のブンデスリーガのシーズンは合計22試合に出場し、4ゴール。
ヴォルフスベルガーACとの契約満了を持って、2018-19シーズンに同リーグのライバルチームであるLASKリンツへ2020年6月までの契約で移籍。
2018年7月、UEFAヨーロッパリーグの2次予選ラウンド、リールストロムSK戦1stレグ後半84分ラインホルト・ランフトゥルに代わり、国際試合初出場を果たす。アディショナルタイムで最終スコア4-0とするゴールを自身で決める。リールストロムSKに対し、2ndレグでも勝利をおさめ、3次予選ラウンドではベシクタシュJKと対戦することになる。1-0のスコアでアウェイで敗戦し、ホームで2-1で勝利したものの予選落ちした。この試合でスコアを2-0とするゴールはフリーザー自身が決めている。2018年11月、2021年6月までの契約延長がなされた。LASKリンツでの2シーズンでリーグ戦61試合に出場し、14ゴールを決めている。
2020-21シーズン、EFLチャンピオンシップのバーンズリーFCへ2022年6月までの契約で移籍した。
2022年2月1日、チェゼーナFCへ完全移籍。